# Alexandergarten

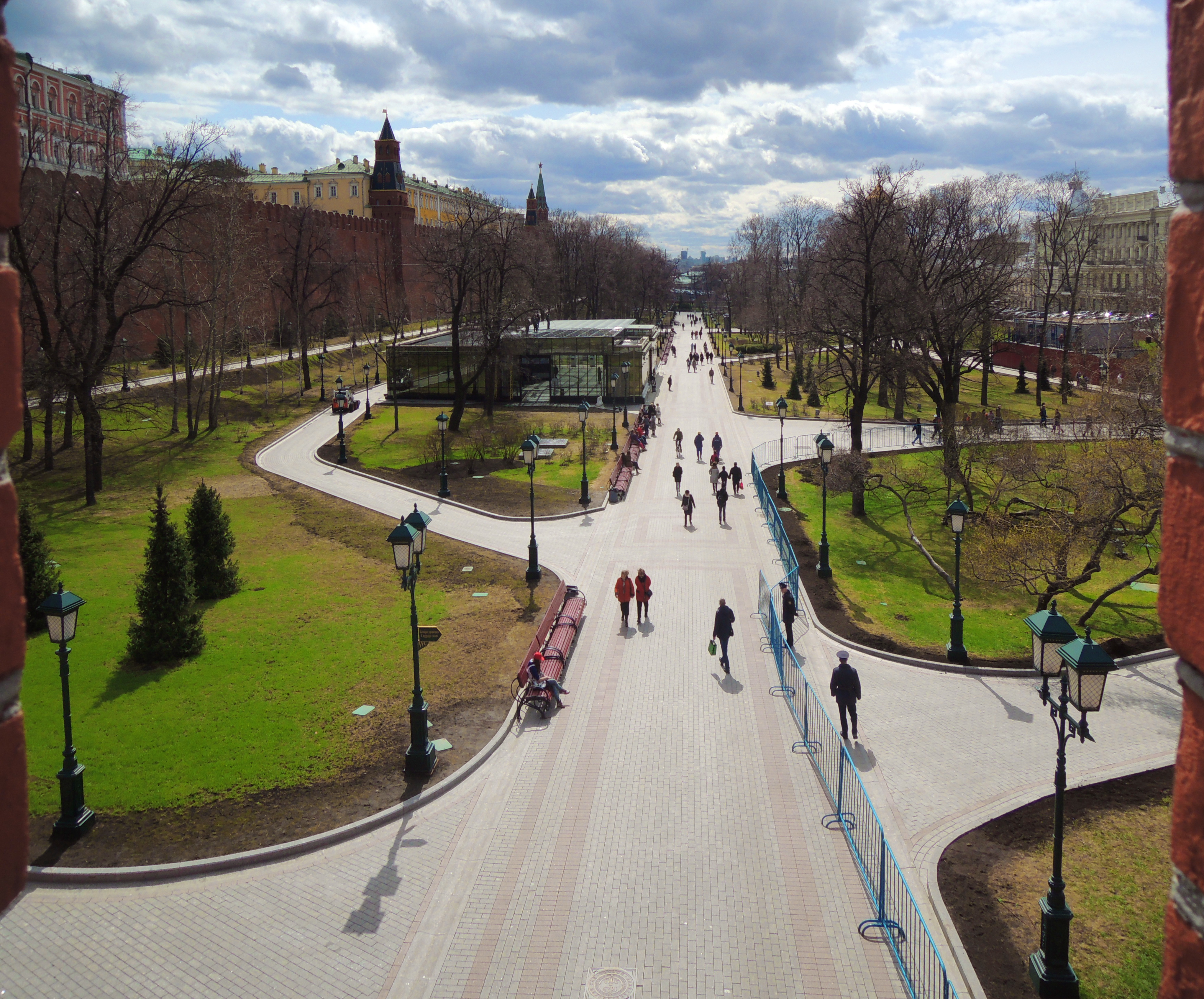
Blick von der Troizki-Brücke nach Süden in den Alexandergarten

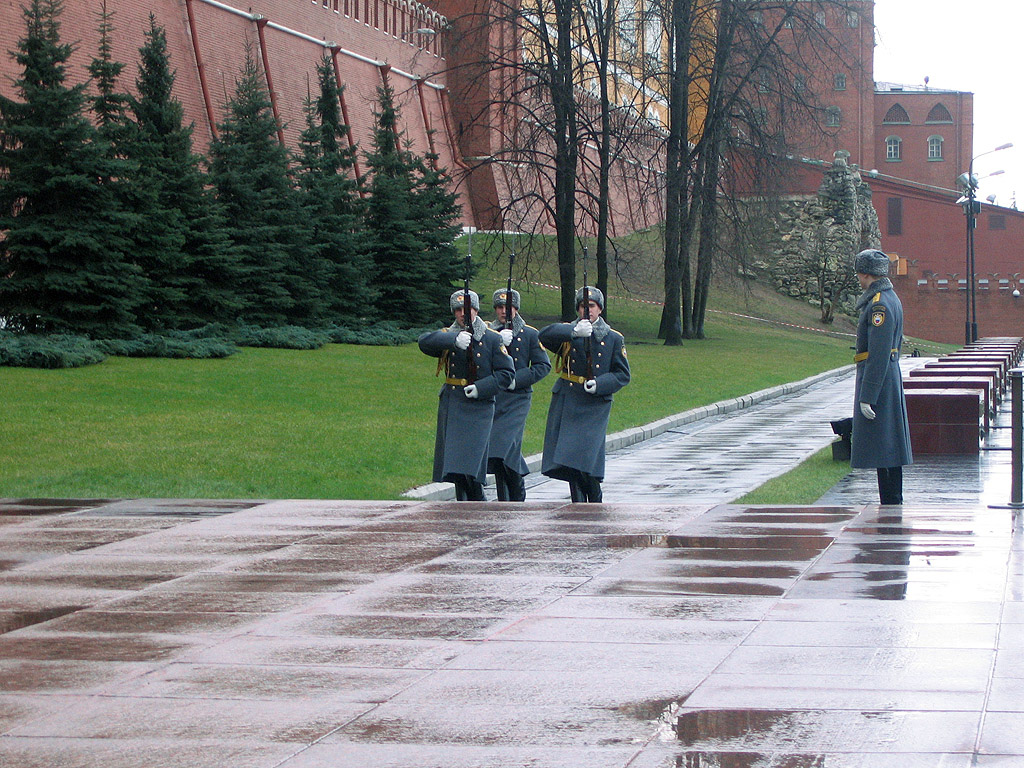
Zeremonielle Wachablösung am Grabmal des unbekannten Soldaten

Der Alexandergarten (russisch Алекса́ндровский сад – Alexandrowski sad (Ausspracheⓘ)) ist eine an den Kreml und den Roten Platz angrenzende öffentliche Parkanlage im historischen Zentrum der russischen Hauptstadt Moskau.
Sie liegt unmittelbar an dem rund 865 Meter langen nordwestlichen Abschnitt der Kremlmauer. In der Mitte wird der Garten von einer historischen Brücke überspannt, die vom Kutafja-Turm aus über den Troizkaja-Turm in den Kreml führt. Gleich daneben befindet sich der Eingang zu den Metrostationen Alexandrowski Sad und Biblioteka imeni Lenina. An seinem nördlichen Ende grenzt der Alexandergarten an den Manegeplatz.

## Geschichte
Der Alexandergarten wurde in den Jahren 1819 bis 1823 nach Entwürfen des russisch-italienischen Architekten Joseph Bové angelegt, nachdem das Bett des bis dahin entlang der Kremlmauer fließenden Moskwa-Nebenflusses Neglinnaja aus Gründen der Hygiene und des Hochwasserschutzes in einen unterirdischen Kanal umgeleitet worden war. Der neu angelegte Park erhielt seinen Namen nach dem zu jener Zeit herrschenden Zaren Alexander I. Der Alexandergarten stellt eine annähernd rechteckige, langgezogene Anlage mit Alleen und ausgedehnten Rasenflächen dar, die sich nach ihrer Errichtung rasch zu einem beliebten Ziel für Spaziergänger und Touristen entwickelte. Eine der Sehenswürdigkeiten des Gartens ist auch die 1967 errichtete Denkmalanlage „Grabmal des unbekannten Soldaten“ am nördlichen Parktor.